# Club (Fernsehsendung)
Der Club (bis 2005 offiziell, heute noch umgangssprachlich Zischtigsclub; mit dem schweizerdeutschen Ausdruck «Zischtig» für Dienstag) ist eine Diskussionssendung von Schweizer Radio und Fernsehen. Die Sendung ist eine Adaption des österreichischen Formats Club 2.

## Club
Das Format wird seit 1985 wöchentlich am Dienstagabend auf SRF 1 ausgestrahlt. In der rund 80-minütigen Sendung wird in einer Diskussionsrunde von zumeist sechs Teilnehmern jeweils ein aktuelles Thema diskutiert, wobei die Frage nach den gesellschaftlichen Hintergründen oft den Schwerpunkt der Diskussion bildet. Dieses Thema wird oft mit einem Schlagwort angegeben: so hiess das erste Thema 1985 «No Future». Durch Ledersessel und spärliches, warmes Licht wird eine Lounge-ähnliche Atmosphäre erzeugt. Die Sendung wird abwechselnd moderiert von Karin Frei (seit November 2011, sie löste Christine Maier ab) und seit Januar 2012 von Mona Vetsch, die Röbi Koller ablöste.
Redaktionsleiter waren bzw. sind:
- Peter Schellenberg (bis 1990)
- Ueli Heiniger (bis 2006)
- Christine Maier (bis 2011)
- Karin Frei (bis 2017)
- Barbara Lüthi (seit 2018)
- Mario Grossniklaus (stellvertretender Moderator bis 2024)
- Peter Düggeli (seit 2024)

Wegen Sparmassnahmen wird die Sendung ab 2025 jährlich eine Sommerpause einlegen.

## Medienclub
Im Mai 2013 lancierte die SRG den Medienclub im Club, weil «die Medien immer wieder selbst Anlass zu Diskussionen» geben. Der Medienclub sollte in unregelmässiger Folge ausgestrahlt werden, moderiert von Mona Vetsch oder Karin Frei mit sechs Gästen. Die erste Sendung fand am 28. Mai 2013 unter dem Titel Sind Medien Terrorhelfer? statt, in der die Rolle der Medien beim Mordanschlag in London vom 22. Mai 2013 besprochen wurde. Nach zwei weiteren Sendungen am 24. September 2013 (Ueli Maurers Medienschelte) und 29. Juli 2014 (Katastrophen und Kriege – was dürfen Bilder zeigen?) schlief das Format ein oder wurden im Club Medienthemen besprochen, ohne die Sendung als Medienclub zu benennen. Am 10. November 2015 wurde das Format neu lanciert, nun mit dem Moderator Franz Fischlin und vier statt sechs Gästen. Vorgesehen sind vier bis sechs Sendungen jährlich. Die erste Sendung stand unter dem Titel Ohnmächtige Vierte Gewalt, wenn das Publikum die Medien dirigiert. Sie erreichte 97'000 Zuschauer oder 15,9 % der Schweizer, bei denen um diese Zeit der Fernseher eingestellt war, und damit mehr als die Sendungen Literaturclub und kulturplatz und nur knapp weniger als der reguläre Club mit 16,9 % Marktanteil. Bis Ende 2017 wurden acht weitere Medienclubs ausgestrahlt, darunter der als verunglückt bezeichnete mit Alice Schwarzer zum Thema Medien und Flüchtlinge: Zwischen «Verbrüderung» und «Fremdenhass».